# سیارک ۲۴۰۵۲
سیارک ۲۴۰۵۲ (به انگلیسی: 24052 Nguyen، نامگذاری:1999TC33) بیست و چهار هزار و پنجاه و دومین سیارک کشف شده‌است که در ۴ اکتبر ۱۹۹۹ کشف شد.
قدر مطلق سیارک برابر ۱۱.۷ است.